# Emer McCourt
Emer McCourt, född 1964,  bor i London och började sin karriär som skådespelerska. Hon har varit med i filmer som Hush-a-Bye Baby (1990) och i Ken Loachs Riff-Raff (1990). Hon gick senare vidare till att själv producera, och är mest känd för filmen Human traffic (1999). Emer McCourt har även skrivit romanen Elvis, Jesus och jag (2004).

## Filmografi (filmer som haft svensk premiär)

### Roller
- 1989 - Hush-a-bye Baby - Goretti
- 1991 - Riff-Raff - Susan

### Producent
- 1999 - Human Traffic